# Càrn Aosda
Càrn Aosda – szczyt w paśmie Cairnwells & Blairgowrie, w Grampianach Wschodnich. Leży w Szkocji, w hrabstwie Aberdeenshire. 